# Biberovo Polje
Biberovo Polje (zu Deutsch „Pfefferfeld“) ist ein Dorf im Norden von Bosnien und Herzegowina, in der Nähe der Stadt Gradačac. Im Jahre 1991 hatte es 814 Einwohner.